# ビーストバスターズ
『ビーストバスターズ』とは、1989年にSNKが開発・発売したアーケードのガンシューティングゲーム。ゲーム業界初のゾンビ系ガンシューティングとして人気があった作品。専用筐体で3人同時プレイが可能。

## システム
筺体に固定されたマシンガンを操作する。トリガーを引くとマシンガンで弾を発射、引いたままで連射ができる。弾数制限があり最大19まで弾倉をストックできるが、常にアイテムとして弾倉が手に入るので弾切れになることはまずない。最初から手榴弾を3個所持しており、マシンガンについているボタンを押すことで発射でき、広範囲に攻撃できる。途中でボム系のアイテムを手に入れたときはそちらが優先される。
敵の攻撃を受けるとライフゲージが少しずつ減っていき、全て無くなってしまうとゲームオーバーとなる。攻撃は敵ゾンビの銃撃が主だが、他に手榴弾を投げてきたり破壊可能な弾を放ったり、動物系の敵の体当たりなどがある。
ステージは全部で7つあり、ステージには中ボスとボスがいる。ステージボスを倒すことで次のステージへ進める。

## あらすじ
プロローグ
1999年、アメリカのとあるダウンタウンはゾンビが徘徊して、警察も手をこまねいていた。見かねた市長はあの街の謎を解いた者に、50万ドルの賞金を提供することを明言する。この噂を聞いた3人の賞金稼ぎのジョニー、ポール、サミーは現地へ赴く。
SECTION 1「MYSTERY ZONE」
賞金稼ぎたちは地下鉄の駅に到着する。ゾンビ犬のラッシュを退けた後、モヒカンギャングのゾンビと対峙する。追い詰められたモヒカンギャングのゾンビは獣と化する。
SECTION 2 「RUN AWAY」
賞金稼ぎたちはエレベーターで地上へ向かう。大量の鳥を従えた大型鳥ゾンビを退けた後、ホッケーマスクを被った2人組のゾンビと闘う。
SECTION 3「GHOST TOWN」
賞金稼ぎたちは廃墟の街を進む。女ゾンビたちが多数乗り込んだ大型トレーラーを撃破した彼らは街の外の道路を進む。そして、3体のライダーゾンビが彼らを待ち受けていた。
SECTION 4「ALONG THE RIVER」
賞金稼ぎたちは川に到着する。川にはゾンビだけでなく、ピラニアも潜んでいた。巨大怪獣を倒した彼らは下水路を進む。そこで待ち受けていた目玉エイリアンは周囲のゾンビを自身に融合させて盾としていたが、賞金稼ぎたちに倒されてしまう。
SECTION 5「BEAST BUSTERS」
工場に来た賞金稼ぎたちは、スクラップから出てきたロボットを蹴散らしていった。やがて、スクラップロボット5体が合体して大型スクラップロボットとなり、一行に襲い掛かる。ゾンビが入ったカプセルを通り抜けた彼らは研究者のような人物と出会う。この人物が人質にしていたCIAの女性捜査官の救出には失敗したが、彼女の遺言から、事件の黒幕の弱点が判明する。
SECTION 6「FRIEND OR FOE?」
工場を後にした一行は、地下駐車場の中から建物の中に侵入する。そこでは武装バギーに擬態したエイリアンが彼らを待ち受けていた。いったんは倒したものの凄まじい執念でエレベーターに一行を追いかけていった。
SECTION 7「LAST BATTLE」
これまでのボス（1面ボス、2面中ボス・ボス、4面中ボス・ボス、5面ボス、6面ボス〈中ボス版〉）と戦った後に、事件の黒幕が姿を現す。
追い詰められた黒幕は仮初めの身体を捨て、脳味噌のような真の姿をあらわにする。そして、窮地に陥った黒幕は乗ってきた宇宙船に逃げ込み一行に発砲する。

## アイテム
アイテムは戦闘中に上から降ってくる。または中ボスを倒すと弾薬庫（アイテムボックス）が現れ、その中に隠されている。決められたポイントに隠しアイテムもあり、それらを撃つことで入手できる。
手榴弾以外のボム系の兵器は1種類しか持てないので、新たな兵器が出現した時は手持ちの兵器を一気に使って、新しい兵器を手に入れるようにすると進行しやすい。
弾倉マシンガンの弾数が増える。1つにつき24発。
手榴弾決められた範囲内に攻撃できる兵器で、最初から持っているものと同じ。3発ずつ回復。
ロケット弾画面内の敵すべてにダメージを与える。1つにつき3発。
ナパーム弾敵を焼き尽くす。発射後も効果が少し続くため使い勝手が良い。1つにつき3発。
電撃弾5万ボルトの電流を流す。最も威力があるボム系の兵器。1つにつき3発。
防弾チョッキ少しの間、敵の攻撃を受け付けない（無敵状態）。
救急箱ライフを回復する。主に弾薬庫から出現する。
エナジードリンクライフを全回復する。出現率は極めて低い。

## その他
- 1990年7月21日にサイトロン・レーベルより「G.S.M. 1500 SERIES」として本作のオリジナルサウンドトラックが発売されている。

## シリーズ作品
続編として、1998年にハイパーネオジオ64基板を使用した『ビーストバスターズ セカンドナイトメア』、1999年にノイズファクトリー開発、ネオジオポケットで発売されたネオジオポケットカラー対応アクションロールプレイングゲーム『ビーストバスター〜闇の生体兵器〜』が発売されたが、その後長らくシリーズの展開が途絶えていた。
2014年、本シリーズの発売25周年および同社の看板タイトルである『ザ・キング・オブ・ファイターズ』シリーズ発売20周年を記念して、両シリーズのコラボ作品として15年ぶりのシリーズ最新作となる『ビーストバスターズ featuring KOF』がSNKの後継会社であるSNKプレイモアよりAndroid・iOS用のスマートフォン向けアプリとして配信されていた（2015年8月31日をもってサービス終了）。この作品においては、ゾンビ兵士・ビーストに対抗するための特殊部隊が「ビーストバスターズ」として設定されている。また、初代との世界観共有作品、ストーリーに繋がりが有る作品として、『キング・オブ・ザ・モンスターズ2』がある。
2015年にはパチスロ機として『パチスロ ビーストバスターズ』がリリースされている。